# Редфілд (Арканзас)
Редфілд (англ. Redfield) — місто (англ. city) в США, в окрузі Джефферсон штату Арканзас. Населення — 1505 осіб (2020).

## Географія
Редфілд розташований на висоті 92 метри над рівнем моря за координатами 34°26′36″ пн. ш. 92°11′1″ зх. д. / 34.44333° пн. ш. 92.18361° зх. д. (34.443376, -92.183657).  За даними Бюро перепису населення США в 2010 році місто мало площу 7,96 км², з яких 7,83 км² — суходіл та 0,13 км² — водойми.

## Демографія
Згідно з переписом 2010 року, у місті мешкало 1297 осіб у 525 домогосподарствах у складі 369 родин. Густота населення становила 163 особи/км².  Було 581 помешкання (73/км²). 
Расовий склад населення:
| - 91,7 % — білих - 4,8 % — чорних або афроамериканців - 0,5 % — азіатів - 0,1 % — корінних американців |

До двох чи більше рас належало 2,3 %. Іспаномовні складали 1,8 % від усіх жителів.
За віковим діапазоном населення розподілялося таким чином: 24,1 % — особи молодші 18 років, 64,3 % — особи у віці 18—64 років, 11,6 % — особи у віці 65 років та старші. Медіана віку мешканця становила 38,5 року. На 100 осіб жіночої статі у місті припадало 96,5 чоловіків;  на 100 жінок у віці від 18 років та старших — 91,1 чоловіків також старших 18 років.
Середній дохід на одне домашнє господарство  становив 59 016 доларів США (медіана — 53 393), а середній дохід на одну сім'ю — 64 772 долари (медіана — 56 635). За межею бідності перебувало 18,3 % осіб, у тому числі 23,9 % дітей у віці до 18 років та 1,8 % осіб у віці 65 років та старших.
Цивільне працевлаштоване населення становило 803 особи. Основні галузі зайнятості: освіта, охорона здоров'я та соціальна допомога — 21,0 %, роздрібна торгівля — 16,2 %, публічна адміністрація — 13,9 %.
За даними перепису населення 2000 року в Редфілді проживало 1157 осіб, 327 сімей, налічувалося 453 домашніх господарств і 484 житлових будинки. Середня густота населення становила близько 165,3 осіб на один квадратний кілометр. Расовий склад Редфілда за даними перепису розподілився таким чином: 93,00 % білих, 2,94 % — чорних або афроамериканців, 0,17 % — корінних американців, 1,47 % — азіатів, 0,26 % — вихідців з тихоокеанських островів, 1,82 % — представників змішаних рас, 0,35 % — інших народів. Іспаномовні склали 2,42 % від усіх жителів міста.
З 453 домашніх господарств в 36,4 % — виховували дітей віком до 18 років, 60,0 % представляли собою подружні пари, які спільно проживали, в 8,6 % сімей жінки проживали без чоловіків, 27,8 % не мали сімей. 25,2 % від загального числа сімей на момент перепису жили самостійно, при цьому 9,9 % склали самотні літні люди у віці 65 років та старше. Середній розмір домашнього господарства склав 2,55 особи, а середній розмір родини — 3,07 особи.
Населення міста за віковим діапазоном за даними перепису 2000 року розподілилося таким чином: 25,4 % — жителі молодше 18 років, 9,9 % — між 18 і 24 роками, 31,1 % — від 25 до 44 років, 23,2 % — від 45 до 64 років і 10,3 % — у віці 65 років та старше. Середній вік мешканця склав 35 років. На кожні 100 жінок в Редфілда припадало 92,5 чоловіків, у віці від 18 років та старше — 96,6 чоловіків також старше 18 років.
Середній дохід на одне домашнє господарство в місті склав 36 302 долара США, а середній дохід на одну сім'ю — 46 333 долара. При цьому чоловіки мали середній дохід в 31 786 доларів США на рік проти 24 583 долара середньорічного доходу у жінок. Дохід на душу населення в місті склав 16 881 долар на рік. 9,1 % від усього числа сімей в окрузі і 10,6 % від усієї чисельності населення перебувало на момент перепису населення за межею бідності, при цьому 17,0 % з них були молодші 18 років і 6,1 % — у віці 65 років та старше.